# Большое Скретнее Раменье
Большое Скретнее Раменье — деревня в Кичменгско-Городецком районе Вологодской области.
Входит в состав Енангского сельского поселения, с точки зрения административно-территориального деления — в Нижнеенангский сельсовет.
Расстояние по автодороге до районного центра Кичменгского Городка составляет 65 км, до центра муниципального образования Нижнего Енангска — 13 км. Ближайшие населённые пункты — Малое Скретнее Раменье, Веселая, Рыжухино.
Население по данным переписи 2002 года — 1 человек.